# Millennium Cup
Der Millennium Cup 1999 war ein Snooker-Einladungsturnier im Rahmen der Saison 1999/2000. Als einzige Ausgabe des Turnieres fand es vom 23. bis zum 25. Juli 1999 im Regent Hotel in Hongkong statt. Sieger wurde in einem rein englischen Finale Stephen Lee mit einem Sieg über Ronnie O’Sullivan. Das höchste Break spielte mit einem 131er-Break der Schotte Stephen Hendry. Es gibt keine Angaben über das Preisgeld des von Cable TV International gesponserten Turnieres.

## Turnierverlauf
Am Turnier nahmen insgesamt acht Spieler teil: vier europäische Spieler aus der Weltspitze und vier Spieler aus Hongkong, neben Profispieler Marco Fu drei Amateure. Das Turnier wurde im K.-o.-System mit drei verschiedenen Best-of-Modi ausgespielt.
|  | Viertelfinale Best of 9 Frames | Viertelfinale Best of 9 Frames |                   |   | Halbfinale Best of 11 Frames | Halbfinale Best of 11 Frames |  |  | Finale Best of 13 Frames | Finale Best of 13 Frames |
|  |                                |                                |                   |   |                              |                              |  |  |                          |                          |
|  | Stephen Lee                    | 5                              |                   |   |                              |                              |  |  |                          |                          |
|  | Marco Fu                       | 0                              |                   |   |                              |                              |  |  |                          |                          |
|  | Marco Fu                       | 0                              | Stephen Lee       | 6 |                              |                              |  |  |                          |                          |
|  |                                |                                | Stephen Lee       | 6 |                              |                              |  |  |                          |                          |
|  |                                | Stephen Hendry                 | 1                 |   |                              |                              |  |  |                          |                          |
|  | Stephen Hendry                 | Stephen Hendry                 | 1                 | 5 |                              |                              |  |  |                          |                          |
|  | Stephen Hendry                 |                                |                   | 5 |                              |                              |  |  |                          |                          |
|  | Wang Tik Fan                   | 2                              |                   |   |                              |                              |  |  |                          |                          |
|  |                                |                                | Stephen Lee       | 7 |                              |                              |  |  |                          |                          |
|  |                                | Ronnie O’Sullivan              | 2                 |   |                              |                              |  |  |                          |                          |
|  | Ronnie O’Sullivan              | 5                              |                   |   |                              |                              |  |  |                          |                          |
|  | Chan Kwok Ming                 | 2                              |                   |   |                              |                              |  |  |                          |                          |
|  | Chan Kwok Ming                 | 2                              | Ronnie O’Sullivan | 6 |                              |                              |  |  |                          |                          |
|  |                                |                                | Ronnie O’Sullivan | 6 |                              |                              |  |  |                          |                          |
|  |                                | Mark Williams                  | 5                 |   |                              |                              |  |  |                          |                          |
|  | Mark Williams                  | Mark Williams                  | 5                 | 5 |                              |                              |  |  |                          |                          |
|  | Mark Williams                  |                                |                   | 5 |                              |                              |  |  |                          |                          |
|  | Chan Wai Tat                   | 1                              |                   |   |                              |                              |  |  |                          |                          |

### Finale
Stephen Lee war in Topform: Mit einem 5:0-Sieg über Marco Fu ins Turnier gestartet, hatte er im Halbfinale den siebenfachen Weltmeister Stephen Hendry mit 6:1 abgefertigt. Im Endspiel erwartete ihn nun Ronnie O’Sullivan, der in seinem Auftaktspiel gegen Chan Wok Ming zwei Frames verloren hatte und seine Halbfinalpartie gegen Mark Williams erst im finalen Frame gewonnen hatte. Das Ergebnis war ein klares Endspiel, das Lee dominierte und mit 7:2 gewann.
| Finale: Best of 13 Frames Regent Hotel, Hongkong, Hongkong, 25. Juli 1999                 |                |                   |
| Stephen Lee                                                                               | 7:2            | Ronnie O’Sullivan |
| 53:29, 73:48 (60), 90:26 (61), 58:33 (57), 53:12 (53), 32:69, 59:44, 8:89 (89), 85:1 (84) |                |                   |
| 84                                                                                        | Höchstes Break | 89                |
| –                                                                                         | Century-Breaks | –                 |
| 5                                                                                         | 50+-Breaks     | 1                 |

## Century Breaks
Zwei Spielern gelang während des Turnieres je ein Century Break:
- Stephen Hendry: 131
- Ronnie O’Sullivan: 104